# LKS Igloopol Dębica
Maillots
Dernière mise à jour : 12 février 2012.
Le LKS Igloopol Dębica est un club polonais de football basé à Dębica.

## Historique
- 1978 : fondation du club